# Perilampus injactans
Perilampus injactans är en stekelart som beskrevs av Charles Thomas Brues 1915. Perilampus injactans ingår i släktet Perilampus och familjen gropglanssteklar. Inga underarter finns listade i Catalogue of Life.